# Colpochila unidens
Colpochila unidens är en skalbaggsart som beskrevs av Britton 1986. Colpochila unidens ingår i släktet Colpochila och familjen Melolonthidae. Inga underarter finns listade i Catalogue of Life.